# Fosfolipide:diacilglicerolo aciltransferasi
La fosfolipide:diacilglicerolo aciltransferasi è un enzima appartenente alla classe delle transferasi, che catalizza la seguente reazione:
fosfolipide + 1,2-diacilglicerolo ⇄ lisofosfolipide + triacilglicerolo
Questo enzima differisce dalla diacilglicerolo O-aciltransferasi (numero EC 2.3.1.20), nella sintesi del triacilglicerolo, poiché si serve di un meccanismo indipendente dall'acil-CoA. 
La specificità dell'enzima per il gruppo acile nel fosfolipide varia con le specie. Ad esempio, l'enzima dei semi di ricino (Ricinus communis) incorpora preferenzialmente nel triacilglicerolo i gruppi vernoloili (12,13-epossiottadec-9-enoile),  mentre quello della barba del falco (Crepis palaestina) incorpora sia gruppi ricinoleoili (12-idrossiottadec-9-enoile) che vernoloili. L'enzima del lievito Saccharomyces cerevisiae trasferisce specificamente gruppi acili dalla posizione sn-2  del fosfolipide al diacilglicerolo, formando così un sn-1-lisofosfolipide.